# انسیه خزعلی
انسیه خزعلی (زادهٔ ۱۳۴۲) سیاستمدار ایرانی است که در دولت سیزدهم سمت معاون امور زنان و خانواده رئیس‌جمهور ایران را برعهده داشت. او در فاصله سال‌های ۱۳۹۱ تا ۱۳۹۵ به‌عنوان رئیس دانشگاه الزهرا و رئیس پردیس خواهران دانشگاه علوم اسلامی رضوی فعالیت می‌کرد. وی همچنین استاد گروه ادبیات عرب این دانشگاه است. وی خواهر کبری خزعلی، علیرضا خزعلیو مهدی خزعلی و فرزند ابوالقاسم خزعلی است.

## زندگی
خزعلی متولد قم است. او فرزند ابوالقاسم خزعلی (۱۳۰۴–۱۳۹۴) عضو سابق مجلس خبرگان و رئیس سابق بنیاد غدیر، است. وی تا سطح ۳ حوزه علمیه قم در جامعةالزهرا در سال ۱۳۶۵ تحصیل کرده و همچنین لیسانس، کارشناسی ارشد و دکترای خود در ادبیات عرب را به ترتیب در سال‌های ۱۳۷۱، ۱۳۷۲ و ۱۳۷۸ از دانشگاه تهران دریافت کرد. وی عضو انجمن ایرانی زبان و ادبیات عرب، انجمن قلم ایران و مجمع جهانی زبان عربی است. او به عنوان استاد نمونه کشوری سال ۱۳۹۰–۱۳۸۹ از سوی رئیس‌جمهور ایران معرفی شد.
خزعلی سیاست کاهش فرزندآوری را نفوذ دشمنان به جوامع اسلامی خوانده است. او از منتقدین سند ۲۰۳۰ یونسکو است و حادثه آزار جنسی دانش آموزان مدرسه‌ای در غرب تهران را از ابزار این سند دانسته است.

## زندگی شخصی
انسیه خزعلی خواهر کبری و مهدی خزعلی و سمیر زند است. خزعلی در ۱۶ سالگی با سید محمدرضا رضازاده ازدواج کرد و چهار فرزند دارد. او حق طلاق را ضمن عقد شرط کرد. رضازاده در دوره احمدی‌نژاد استاندار فارس بوده است. همسر او دوست نداشته او زیاد بیرون از خانه بماند، و برای او حد ۱۵ ساعت در هفته بیرون از خانه ماندن را تعیین کرده است. خزعلی از برادرش مهدی انتقادات شدیدی کرده است.

### حضور فرزند در کانادا
در شهریور ۱۴۰۱، مهدی خزعلی دربارهٔ حضور فرزندان خواهرانش — کبری و انسیه خزعلی — در آمریکا و کانادا گفت که پسر انسیه «در کانادا صاحب شرکتی است که فقط ثبت آن بیش از صد هزار میلیارد ریال هزینه داشته است و دو فرزند خواهر دیگرش، کبری خزعلی، رئیس شورای فرهنگی-اجتماعی زنان و خانواده شورای عالی انقلاب فرهنگی نیز سال‌ها است که در آمریکا زندگی می‌کنند.» انسیه خزعلی در واکنش به گفته‌های برادرش گفت: «این‌ها پروژه‌های دشمن است. دشمن می‌خواهد کارهای خوب دولت دیده نشود.»
پس از بیانیه هیئت دولت سیزدهم و انکار انسیه خزعلی برای اقامت و خانهٔ فرزندش، اسنادی از اداره املاک ونکوور کانادا منتشر شد که نشان‌دهنده خرید خانه یک میلیون و ششصد هزار دلاری توسط حمیدرضا رضازاده، فرزند انسیه خزعلی بود. گفتنی است ونکوور از زیباترین، ثروتمندنشین و گران‌قیمت‌ترین شهرهای کانادا است که حتی بیشتر کانادایی‌ها به‌دلیل هزینه‌های زیاد زندگی، توانایی اقامت در ونکوور را ندارند. براساس قوانین کانادا، اقامت کانادا داشتن، از شرایط لازم برای برخورداری از وام مسکن است، بنابراین پسر انسیه خزعلی حتماً باید نوعی از اقامت را داشته باشد تا از نظر قوانین کانادا واجد شرایط دریافت وام خرید خانه باشد.
فرزندان کبری خزعلی دختر دیگر آیت الله خزعلی هم خارج از ایران زندگی می‌کنند. این موضوع را مهدی خزعلی برادر آنها افشا کرد. مهدی خزعلی گفت: «نه تنها پسر انسیه و کبری خانم؛ حتی خواهرزاده دیگرم، یعنی دختر ایشان نیز سال‌هاست که در آمریکا زندگی می‌کند. پسر انیسه خانم هم که در کانادا صاحب شرکتی است که در زمینه وی‌پی‌ان فعالیت می‌کند، می‌دانید که ثبت شرکت در کانادا هزینه‌ای بیش از صد میلیارد دارد.»
حمید رضازاده، پسر انسیه خزعلی، متولد سال ۱۳۶۵ در تهران است. پدر او، سید محمدرضا رضازاده در مهر سال ۱۳۸۴ و در دوره ریاست جمهوری محمود احمدی‌نژاد، استاندار فارس شد.
حمید رضازاده در سال ۱۳۹۰ شرکت «سامانه همراه پیچک» را در تهران تأسیس کرد که عمده فعالیتش در حوزه تولید نرم‌افزارهای موبایل بود. او پنج سال بعد زمانی که صداوسیما در یک برنامه تلویزیونی او را به عنوان کارآفرین نمونه دعوت کرد، اظهار داشت شرکتش را تنها با مبلغ چهار میلیون تومان که آن هم حاصل وام ازدواجش بوده تأسیس کرده است.
او همچنین در بخش دیگری از این برنامه مهاجرت نکردن اعضای شرکتش به خارج از ایران با وجود داشتن شرایط را تمایل آن‌ها برای ماندن در کشور عنوان می‌کند. بررسی‌ها نشان می‌دهد خود او دست کم حالا چهار سال است که ایران را به قصد زندگی در کانادا ترک کرده است.
شرکت سامانه همراه پیچک در سال ۱۳۹۲ از طرف شرکت «رهنما کامیابان نخسین» با مدیریت «امیر وهوشی» سرمایه دریافت می‌کند اما طبق اطلاعات موجود در سایت روزنامه رسمی، در سال ۱۳۹۷ و به رغم موفقیت‌های ادعایی منحل می‌شود. بنابر این، ادعای انسیه خزعلی دربارهٔ فعالیت فرزندش در یک شرکت دانش‌بنیان ایرانی نمی‌تواند درست باشد، زیرا آن شرکت حالا دیگر وجود خارجی ندارد.
حمید رضازاده، مؤسس و مدیر اجرایی شرکت بترنت (Betternet) بوده و هم‌اکنون به عنوان مدیر بخش نرم‌افزار این شرکت ارائه خدمات وی‌پی‌ان و فیلترشکن فعالیت دارد.
بررسی گزارش‌های موجود در وبسایت AppBrain نشان می‌دهد که کاربران ساکن ایران جزو ۴ کشور اصلی استفاده‌کننده از خدمات وی‌پی‌ان Betternet به شماره می‌روند.
گزارشی که در سال ۲۰۱۶ توسط سازمان تحقیقات علمی استرالیا دربارهٔ ریسک‌های امنیتی استفاده از برخی برنامه‌های پرمصرف وی‌پی‌ان منتشر شده نشان می‌دهد که وی‌پی‌ان تولید شده توسط شرکت Betternet بیشترین ابزارهای ردیابی را (با ۱۴ نوع کتابخانه مختلف) در بین برنامه‌های بررسی شده در آن تحقیق در خود جای داده است.
بعد از انتشار خبرهای مربوط به فعالیت‌های حمید رضازاده در کانادا، جستجوها در اینترنت همچنان نشان می‌داد که شرکت بترنت (Betternet) در حوزه وی‌پی‌ان و فیلترشکن فعالیت می‌کند؛ اما در روز ۲۲ شهریور ۱۴۰۱، پروفایل حمید رضازاده و اطلاعات مربوط به ریاست او در شرکت بترنت از اینترنت حذف شد. بعد از اینکه مشخص شد این شرکت در کار فروش فیلترشکن است، او پروفایل خود را غیرفعال و رزومه‌اش را مخفی کرد!
با اینکه هدف اصلی حرفه روزنامه‌نگاری و خبرنگاری روشنگری است! خبرگزاری فارس هم به کمک رضازاده آمد و در ۲۳ شهریور ۱۴۰۱ نوشت: یکی از نزدیکان خانواده مرحوم آیت‌ا… خزعلی به فارس گفت: «فرزند خانم خزعلی هیچگاه درگیر هیچ نوع فعالیتی در زمینه فروش VPN به کاربران ایرانی چه در زمان حضور در ایران چه در زمان حضور در کانادا نبوده است و شایعه جمع‌آوری اطلاعات کاربران ایرانی از این طریق کذب محض است. ادعای مالکیت شرکت فیلتر شکن مراجعه به اینترنت به راحتی می‌توان دریافت که شرکت بترنت متعلق به شرکت پان گو در آمریکاست و هیچ مالکیت یا مسئولیتی سید حمیدرضا زاده در آن ندارد.» نکته قابل تأمل دیگر آنجاست که محمد جرجندی فعال فناوری نخستین کسی بود که این موضوع را افشا کرد.
در ۵ دسامبر ۲۰۲۲ یا ۱۴ آذر ۱۴۰۱ محمد جرجندی فعال یوتیوب مدارکی را رو کرد که ثابت می‌کنند حمید رضازاده صاحب یک خانه ۲ میلیون دلاری در ونکوور است و این با اظهارات انسیه خزعلی مبنی بر اقامت کاری او در کانادا تناقض دارد.